# 国道駅

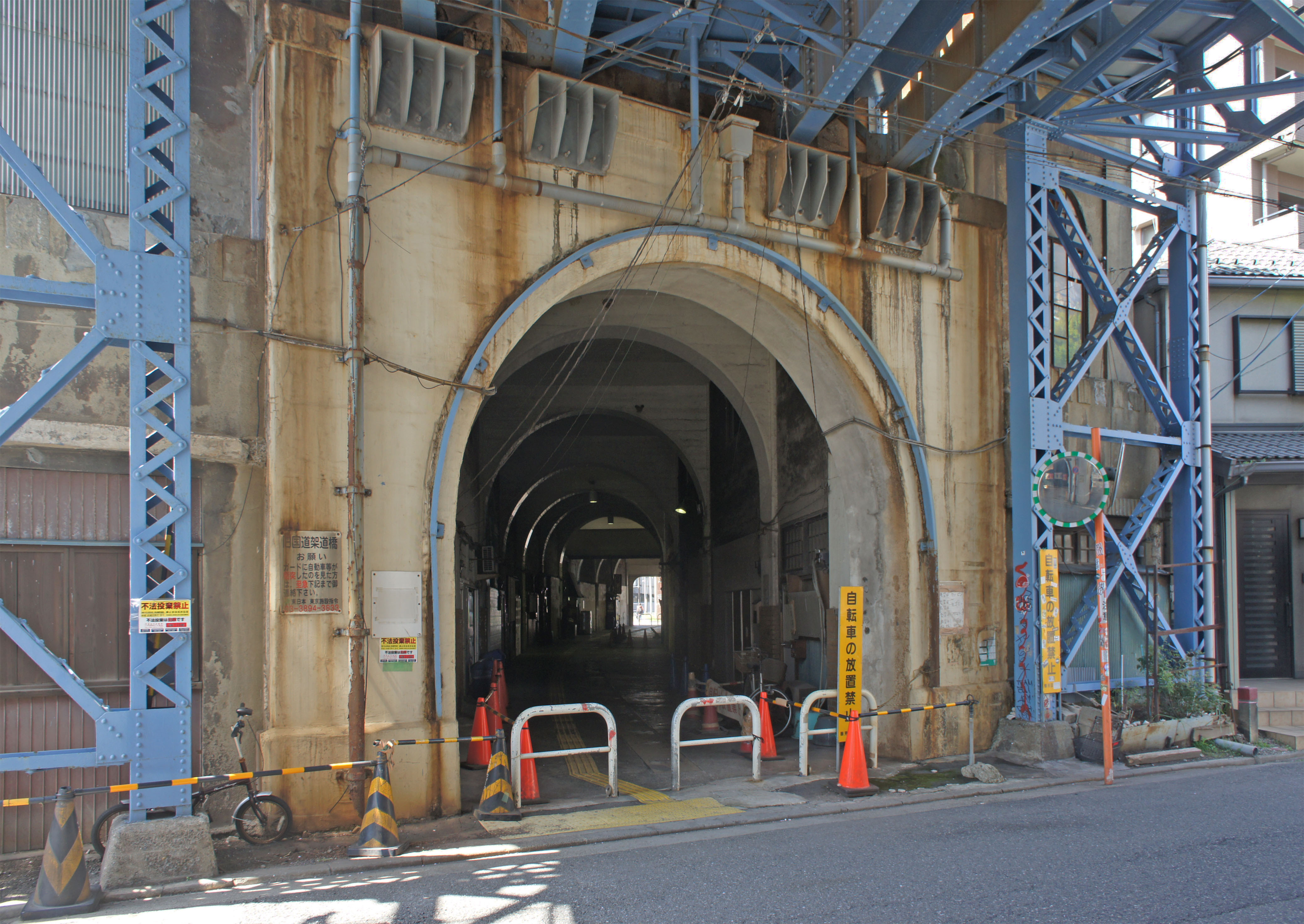
北口（2022年4月）

国道駅（こくどうえき）は、神奈川県横浜市鶴見区生麦五丁目にある、東日本旅客鉄道（JR東日本）鶴見線の駅である。駅番号はJI 02。

## 歴史
- 1930年（昭和5年）10月28日：鶴見臨港鉄道の駅として開業（旅客営業のみ）[2]。
- 1943年（昭和18年）7月1日：鶴見臨港鉄道線の国有化により、鉄道省鶴見線の駅となる[2]。
- 1971年（昭和46年）3月1日：無人駅化[3][4]。自動券売機を設置[4]。
- 1987年（昭和62年）4月1日：国鉄分割民営化により、東日本旅客鉄道の駅となる[2]。
- 2002年（平成14年）3月22日：ICカードSuica供用開始[5]。
- 2022年（令和4年）2月28日：自動券売機の営業を終了[6]。

### 駅名の由来
鶴見線と京浜国道との交点にあることから命名された。京浜国道とは駅開業当時の国道1号のことで、現在の国道15号（第一京浜国道）の前身にあたる。

## 駅構造
相対式ホーム2面2線を有する高架駅。無人駅であり、簡易Suica改札機が設置されている。ホームがカーブしており、電車との間に隙間が発生する為に電車の進入時に警報音が鳴る。トイレは男女共用の水洗式の和式で、改札外コンコースに設置されている。エレベーターやエスカレーター、身体障害者用トイレ等のバリアフリー設備は未設置である。
駅構内は1930年の開業以来、改札口の位置に手直しが行なわれた以外大きな改築はなされておらず、高架下は開業当時を思い起こさせる独特の雰囲気を醸し出している。JRの特定都区市内制度における「横浜市内」の駅である。

### のりば
| 番線 | 路線   | 方向 | 行先                                         |
| ---- | ------ | ---- | -------------------------------------------- |
| 1    | 鶴見線 | 下り | 弁天橋・浅野・浜川崎・扇町・海芝浦・大川方面 |
| 2    | 鶴見線 | 上り | 鶴見方面                                     |

（出典：JR東日本:駅構内図）

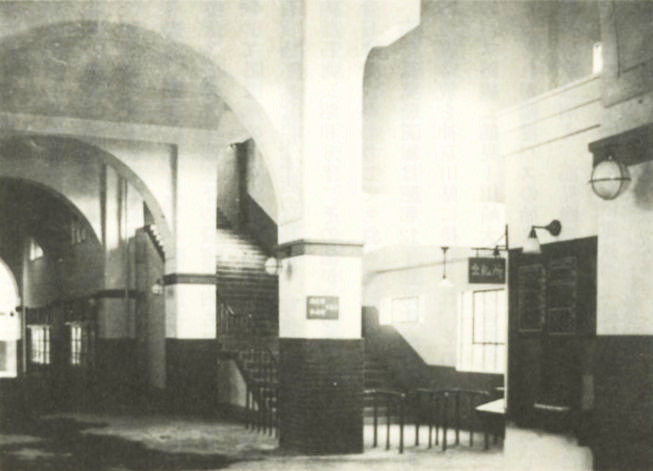
開業当時の国道駅
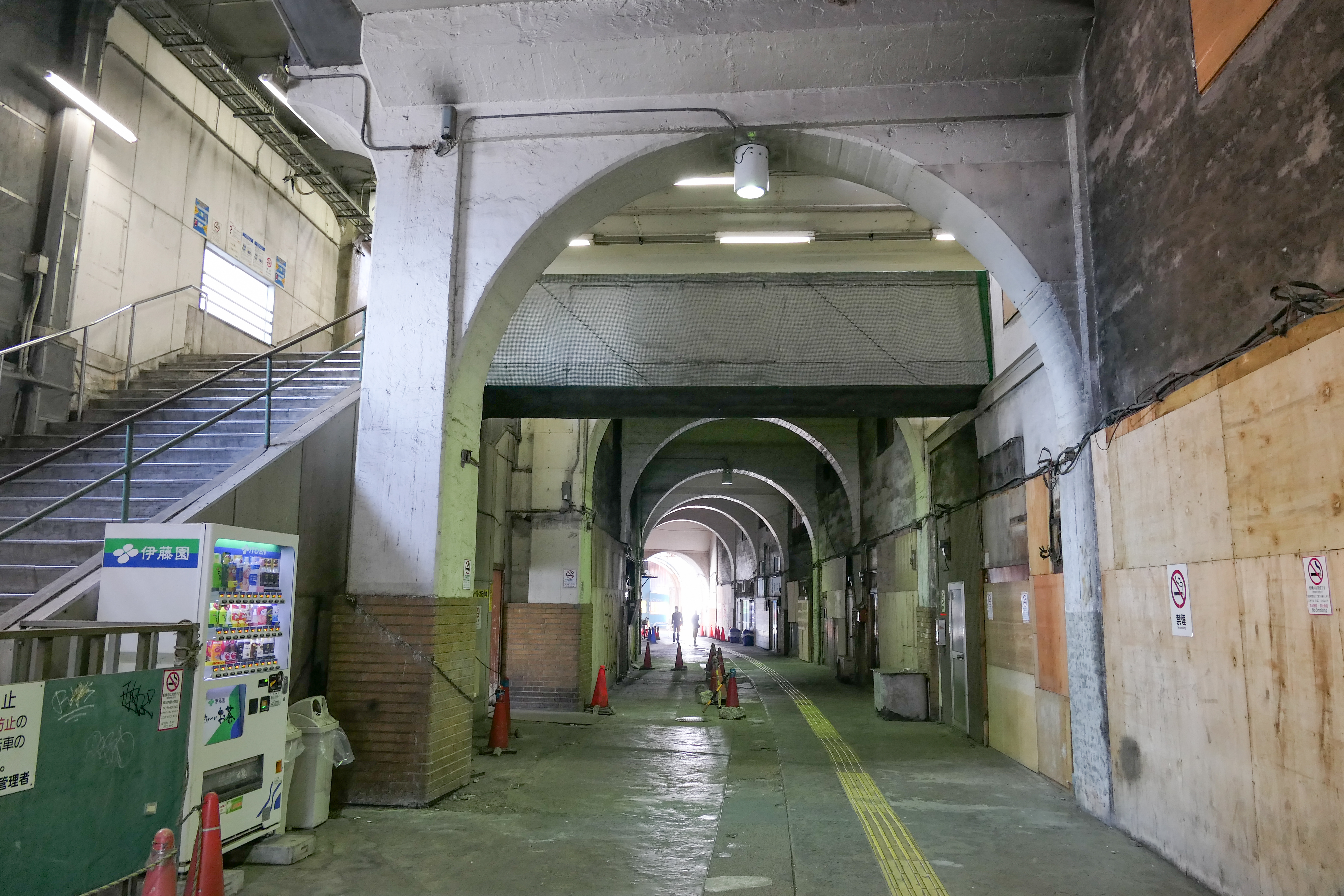
高架下（2023年5月）
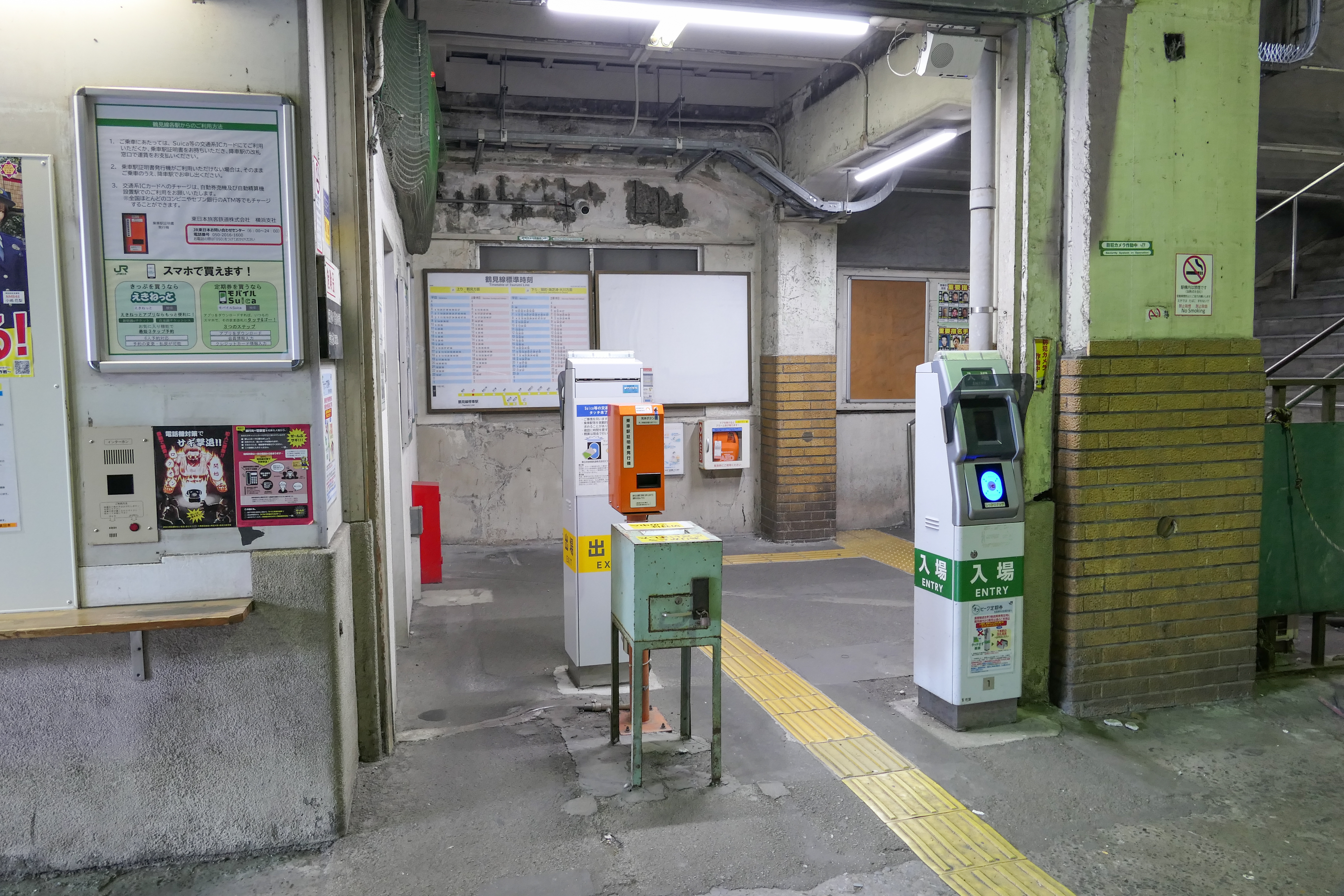
改札口（2023年5月）
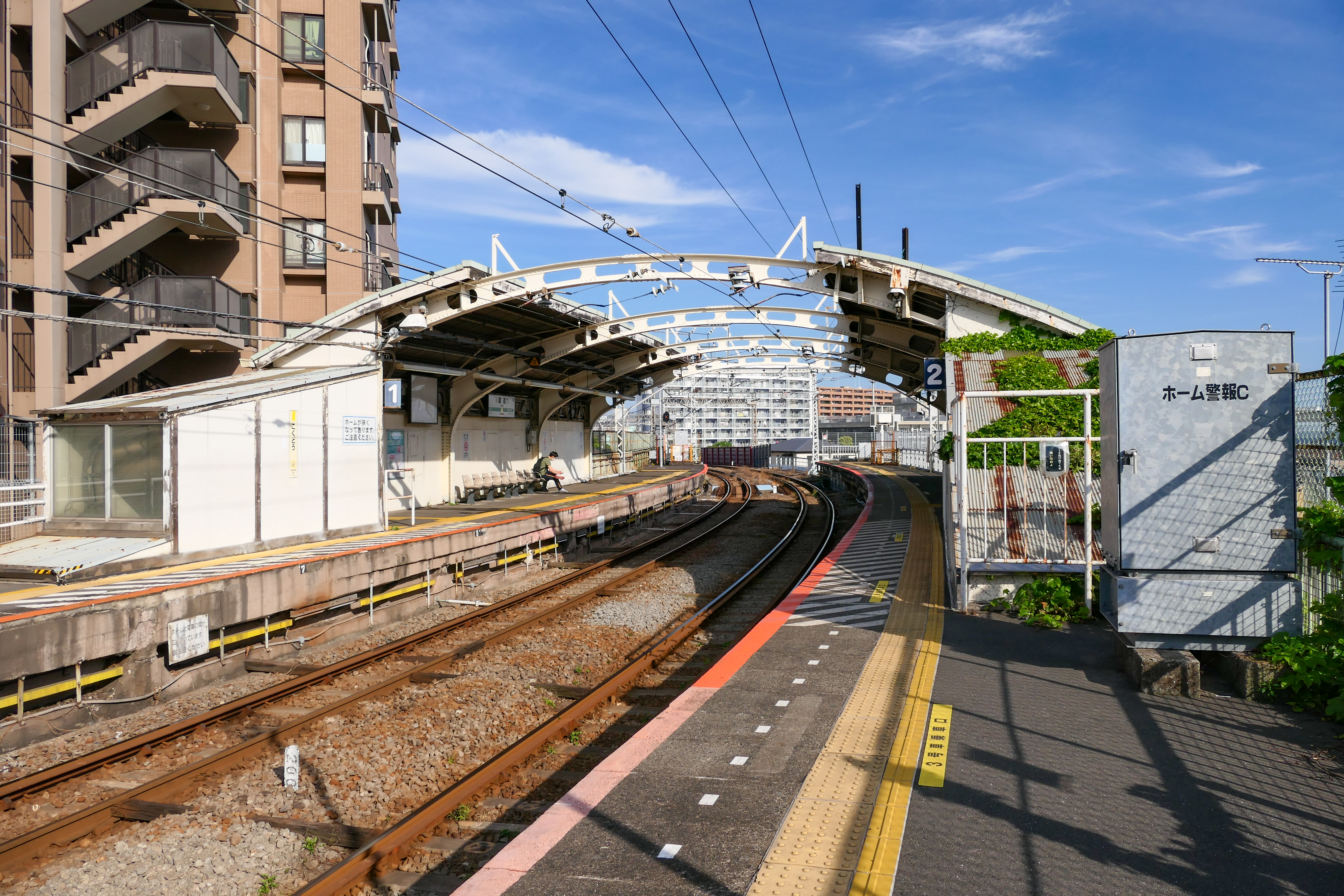
ホーム（2023年5月）

## 利用状況
2008年度の1日平均乗車人員は1,539人である。無人駅のため、2009年度以降の乗車人員は公表していない。
近年の1日平均乗車人員推移は下記の通り。
| 年度               | 1日平均 乗車人員 |
| ------------------ | ---------------- |
| 1991年（平成03年） | 1,388            |
| 1992年（平成04年） | 1,415            |
| 1993年（平成05年） | 1,473            |
| 1994年（平成06年） | 1,449            |
| 1995年（平成07年） | 1,477            |
| 1996年（平成08年） | 1,497            |
| 1997年（平成09年） | 1,523            |
| 1998年（平成10年） | 1,571            |
| 1999年（平成11年） | 1,577            |
| 2000年（平成12年） | 1,545            |
| 2001年（平成13年） | 1,494            |
| 2002年（平成14年） | 1,507            |
| 2003年（平成15年） | 1,494            |
| 2004年（平成16年） | 1,491            |
| 2005年（平成17年） | 1,478            |
| 2006年（平成18年） | 1,513            |
| 2007年（平成19年） | 1,532            |
| 2008年（平成20年） | 1,539            |

## 駅周辺
- 国道15号（第一京浜）
- 京急本線花月総持寺駅
- 鶴見川 - 駅のホームから鶴見川の鉄橋が見える。
- 生麦魚河岸通り
- 横浜生麦郵便局
- 横浜岸谷郵便局

## バス路線
「国道駅前」停留所にて、横浜市交通局（横浜市営バス）の路線バスが発着する。
| のりば | 運行事業者   | 系統・行先                                            |
| ------ | ------------ | ----------------------------------------------------- |
| 1      | 横浜市営バス | - 17・181：鶴見駅前 - 18：矢向駅前                    |
| 2      | 横浜市営バス | - 17：鶴見駅前 - 18：生麦 - 181：横浜さとうのふるさと |

## その他

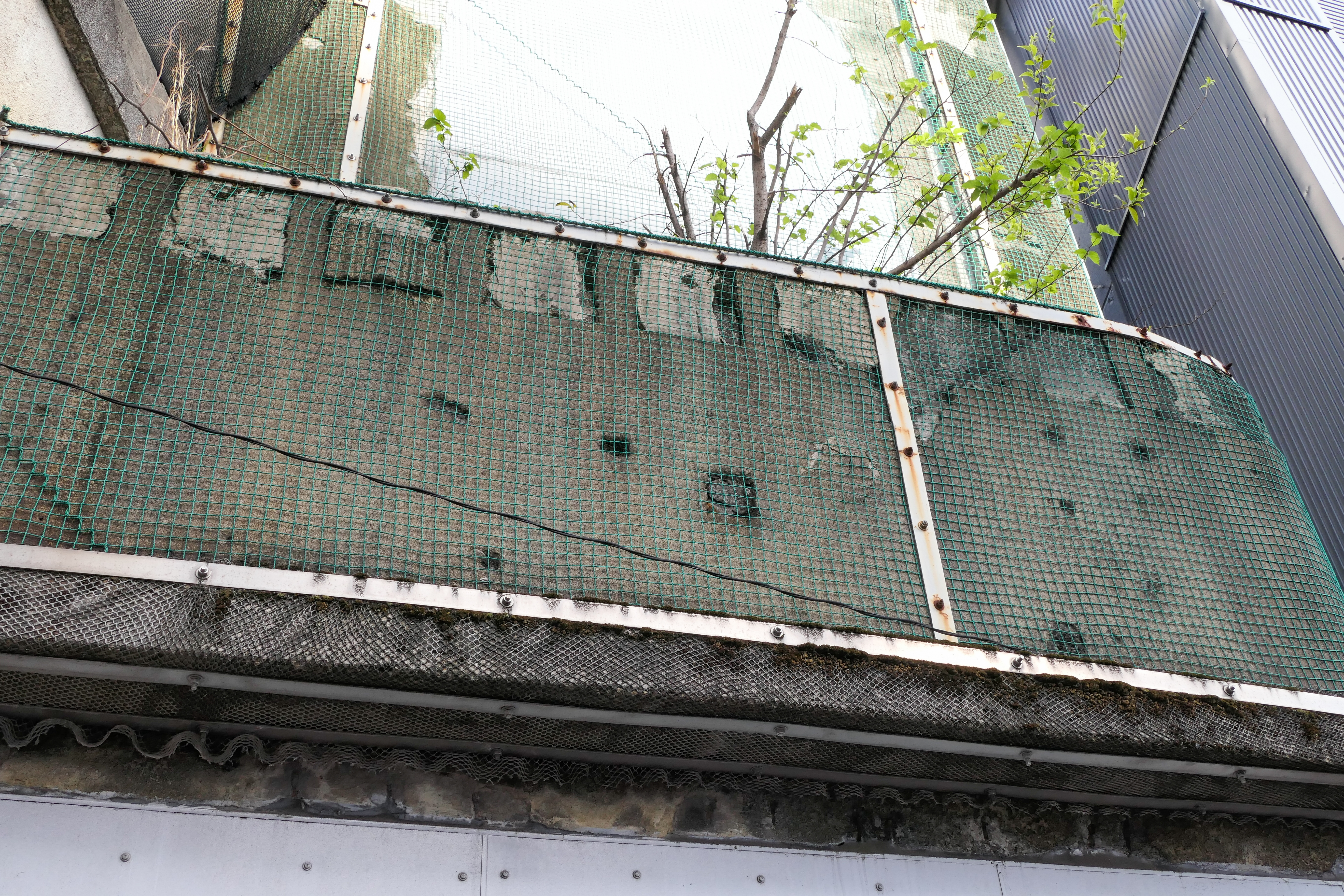
機銃掃射痕

- 国有化前には高架下に「臨港デパート」という商業施設があったと記録されているが、東亜リアルエステート(鶴見臨港鉄道の現社名)にも写真など詳しい資料は残っていない模様。
- 森﨑東監督『野良犬』（1973年）[10]をはじめ、是枝裕和監督『幻の光』（1995年）、『男女7人秋物語』（1987年）、『時効警察』（2006年）、『白夜行』（2006年）、『華麗なる一族』最終話（2007年）など、しばしば映画・ドラマのロケ地として使用される。
- 建物正面右の角の中段（ちょうど歩行者信号の右側あたり）の外壁の凹凸は、第二次世界大戦末期の1945年における連合国軍機による機銃掃射の銃弾の痕である[8]。

## 隣の駅
東日本旅客鉄道（JR東日本）
 鶴見線
鶴見駅 (JI 01) - *本山停留場 - 国道駅 (JI 02) - 鶴見小野駅 (JI 03)
*打消線は廃駅。